# Ministerie van de Duitstalige Gemeenschap

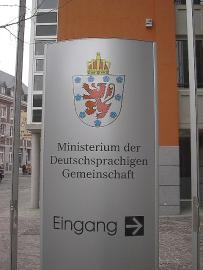
Het ingangsbord van het ministerie in Eupen

Het Ministerie van de Duitstalige Gemeenschap (Duits: Ministerium der Deutschsprachigen Gemeinschaft, Ministerium der DG, afkorting: MDG) is het openbaar bestuur van de Duitstalige Gemeenschap van België (DG) gevestigd in Eupen. 

## Achtergrond
Het ministerie werd opgericht tijdens de tweede Belgische staatshervorming van 1984, nadat de Duitstalige Gemeenschap haar eigen uitvoerende macht, de regering van de Duitstalige Gemeenschap, had gekregen. Als beheersautoriteit is het ministerie ondergeschikt aan de regering. Het bereidt de beslissingen van de overheid voor en zorgt ook voor de administratieve afhandeling achteraf. Het ministerie implementeert dus zowel door het parlement aangenomen beslissingen (decreten, Duits: Dekrete), alsmede de beslissingen van de overheid (Duits: Erlasse).
Het ministerie heeft anno 2018 ongeveer 350 werknemers. Het hoofdkantoor is gevestigd in de Gospertstraße in Eupen, een nevenkantoor in Sankt Vith, in Brussel (vertegenwoordiging van de Duitstalige Gemeenschap van België in Brussel) en de gezamenlijke delegatie van de Duitstalige Gemeenschap, de Franse Gemeenschap en het Waals Gewest in Berlijn.

## Organisatie
Sinds een administratieve hervorming op 1 september 2012 heeft het Ministerie van de Duitstalige Gemeenschap een matrixorganisatie. Aan het hoofd van het ministerie staat een directoraat bestaande uit een secretaris-generaal en twee adjunct-secretarissen-generaal.
Met het verdwijnen van de voormalige afdelingen op hoger niveau, is het ministerie direct verdeeld in 16 afdelingen die deel uitmaken van de diensten van de centrale administratie:
- Departement Onderwijs en Onderwijsorganisatie
- Departement voor Externe Betrekkingen en Regionale Ontwikkeling
- Departement van Werkgelegenheid
- Departement van Financiën en Begroting
- Departement van Volksgezondheid, Gezin en Ouderen
- Departement Computerwetenschappen
- Departement van Infrastructuur
- Departement Jeugddiensten
- Departement Communicatie
- Departement Cultuur, Jeugd en Volwassenenonderwijs
- Departement van Lokale autoriteiten en ambt
- Departement van Onderwijs
- Departement Personeel en Organisatie
- Departement Sociale Zaken
- Departement Sport, Media en Toerisme
- Departement Onderwijzend Personeel

Naast de klassieke vakgebieden is het ministerie ten slotte aangesloten bij drie diensten met eigen beheer:
- Dienst van afzonderlijk beheer van Gemeenschapscentra
- Dienst van afzonderlijk beheer van het Mediacentrum van de Duitstalige Gemeenschap
- Dienst van afzonderlijk beheer van service en logistiek in het onderwijs

De vertegenwoordigingen in Brussel en Berlijn zijn ondergeschikt aan het Departement voor Externe Betrekkingen en Regionale Ontwikkeling.